# 曾汉周
曾汉周（1917年7月—2001年9月27日），男，江西瑞金人，中华人民共和国政治人物，中华人民共和国最高人民法院原副院长。

## 生平
早年参加中国工农红军，并参加长征，历任红军总部特务团二连、延安警卫营二连司务长，抗大四大队供给处主任等职。第二次国共内战期间，担任东北军政大学供给部部长、政治委员。中华人民共和国成立后，担任最高人民法院副秘书长，最高人民法院交通庭庭长、刑庭庭长，副院长，参与了刑法、刑事诉讼法等重要法律的制定。1980年9月，担任最高人民法院特别法庭副庭长兼第一审判庭审判长，负责对林彪和四人帮集团的审判工作。2001年去世。